# 湖潮苗族布依族乡
湖潮苗族布依族乡是中华人民共和国贵州省貴陽市花溪区下辖的一个民族乡，是贵安新区的直管区。

## 行政区划
湖潮苗族布依族乡下辖以下村级行政区划单位：
湖潮村、车田村、马路村、元方村、湖潮下坝村、新民村、汪官村、汤庄村、芦关村、歧山村、广兴村、上午村和磊庄村。

## 交通
- 沪昆铁路：湖潮站